# Oskar und die Dame in Rosa
Oskar und die Dame in Rosa (Originaltitel: Oscar et la dame rose) ist eine Erzählung des französischen Schriftstellers Éric-Emmanuel Schmitt, die 2002 als drittes von vier Büchern der Reihe Cycle de l’invisible veröffentlicht wurde. Die deutsche Erstausgabe erschien in der Übersetzung von Annette und Paul Bäcker 2003 im Ammann Verlag, Zürich.

## Inhalt

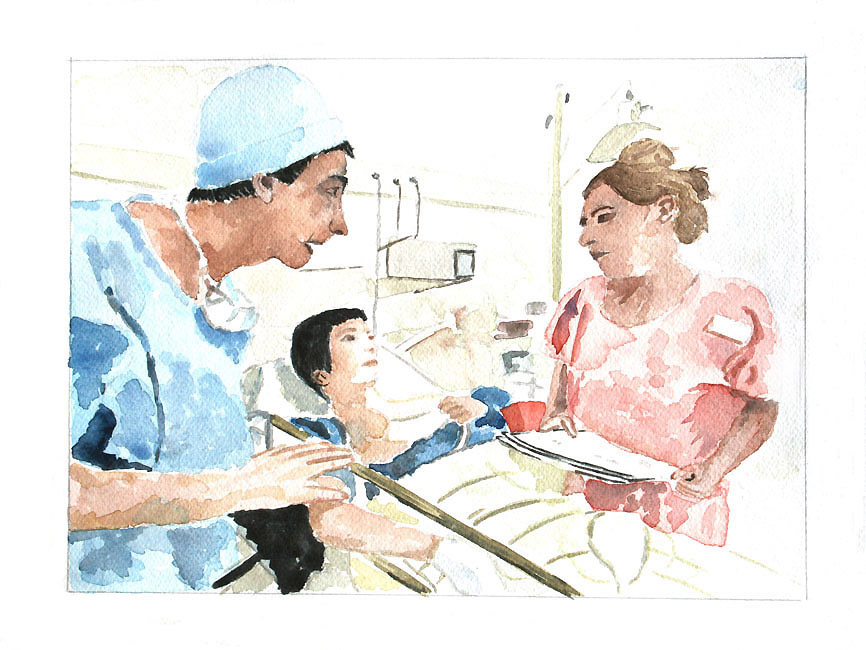
Der Arzt und die Dame in Rosa an Oscars Krankenbett, Zeichnung von Marie-Claire Lefébure

Der Protagonist ist der zehnjährige Oskar, der unheilbar an Leukämie erkrankt ist. Aufgrund der chemotherapeutischen Behandlung seiner Erkrankung hat Oskar alle Haare verloren und wird daher von allen Eierkopf genannt. Er spürt, dass es für ihn keine Heilung geben wird und er nur noch kurze Zeit zu leben hat. Im Gegensatz zu seinen Eltern, von denen sich Oskar verraten und verlassen fühlt und die sich nicht für ihn interessieren, spricht die von Oskar so genannte Dame in Rosa mit dem Jungen über seine Krankheit und den Tod. Die rosa Damen sind Frauen, die ehrenamtlich Kranke besuchen. Oskar nennt sie Rosa.
Um mit der schrecklichen Wahrheit zurechtzukommen, fordert Rosa Oskar auf, Gott seine Gedanken, Gefühle, Ängste und Freuden in Briefen mitzuteilen. Außerdem solle er sich vorstellen, dass jeder noch gelebte Tag zehn Jahre seines Lebens bedeute. Obgleich Oskar Schwierigkeiten hat, an Gott zu glauben, lässt er sich auf das Experiment ein und erlebt so ein ganzes Leben. In 14 Briefen an Gott erzählt er von seiner Pubertät, der ersten Liebe, Ehe, Streit, Midlife-Crisis, Alter und schließlich von der Vorbereitung auf den Tod. Somit ist er zum Zeitpunkt seines Todes zwar immer noch zehn Jahre alt, allerdings fühlt er sich, als wäre er 120 Jahre alt.

## Film und Theater
Die Erzählung wurde von dem Autor Schmitt selbst im Jahre 2009 verfilmt, mit Michèle Laroque als Dame in Rosa und Max von Sydow als Dr. Dusseldorf. Das Theatrium Bremen e. V. inszenierte die Erzählung 2010 als Figurentheater.
Fabrice Bollon komponierte eine gleichnamige Oper, welche am 5. Januar 2014 am Theater Freiburg ihre Uraufführung hatte.